# 的黎波里阿赫利体育俱乐部
的黎波里阿赫利体育俱乐部（阿拉伯语：‎），直译名：的黎波里民族，利比亚足球俱乐部，位于首都的黎波里。俱乐部是利比亚足球历史上战绩第二号的球队，赢得过10次利比亚足球超级联赛冠军，5次捧起利比亚杯并摘个一次利比亚超级杯。
俱乐部在过去的十年间战绩不佳，自1999-2000赛季后再未取得过联赛冠军，一直处在同城死地的黎波里伊蒂哈德俱乐部强大实力的阴影下。

## 荣誉

### 国内赛事
- 利比亚足球超级联赛: 13次

1963–64, 1970–71, 1972–73, 1973–74, 1977–78, 1983–84, 1992–93, 1993–94, 1994–95, 2000, 2013–14, 2015–16, 2022–23
- 利比亚杯: 7次

1976, 1994, 2000, 2001, 2006, 2016, 2023
- 利比亚超级杯: 2次

2000, 2017

### 国际赛事
- 非洲冠军联赛: 参赛1次

2000 - 第一轮
- 非洲俱乐部冠军杯: 参赛1次

1983: 第一轮
- 非洲优胜者杯: 参赛1次

2002 - 第二轮
- 非洲聯盟盃: 参赛1次

2007 - 预赛

## 赞助商

### 官方赞助商
利比亚移动运营商Al-Madar Al-Jadid和埃尼石油是球队正式的赞助商。 

### 球服赞助商
的黎波里之前的球服赞助商包括有阿迪达斯和Kappa，目前为彪马。